# 2. Marine-Infanterie-Division (Wehrmacht)
Die 2. Marine-Infanterie-Division war ein militärischer Großverband der deutschen Wehrmacht.

## Divisionsgeschichte

### Aufstellung
Ihre Aufstellung wurde im Februar 1945 befohlen und die Division wurde im März 1945 in Glückstadt und Itzehoe größtenteils aus verfügbarem Marinepersonal aufgestellt. Neben den für die Kriegführung zu Land kaum ausgebildeten Marinesoldaten erhielt die Division auch ein Bataillon SS-Soldaten, aus der Hitlerjugend rekrutierte Jungen von teilweise nur 16 Jahren, die zunächst als Ersatz für die 12. SS-Panzer-Division „Hitlerjugend“ vorgesehen waren. Auch zwei ungarische Einheiten von zweifelhafter Kampfmoral wurden ihr beigegeben. Aufgrund der hastig durchgeführten Aufstellung führte die Division offiziell kein eigenes Divisionsabzeichen. Aufgrund von Augenzeugenberichten ehemaliger Divisionsangehöriger, wurden aber die vorhandenen Fahrzeuge, zur Kennung der Truppenzugehörigkeit, mit einem wohl inoffiziellen Abzeichen versehen. Dieses bestand aus zwei stilisierten gekreuzten Gewehren (als Zeichen der Infanterie) hinter einem goldenen Anker (als Zeichen der Marine). In dieser Form wurde es als Bestandteil diverser Verbandsabzeichen und als offizielles Barettabzeichen  auch später noch von den Marinesicherungskräften der Bundeswehr verwendet. Letzteres war jedoch zusätzlich noch von einem Eichenlaubkranz umgeben und am unteren Ende mit einem Hoheitsabzeichen, in Form der Deutschlandfahne, versehen.
Die Division war auf dem Papier wie eine Volksgrenadier-Division gegliedert, blieb aber praktisch ohne schwere Waffen, ausgerüstet in der Hauptsache mit Gewehren und Panzerfäusten. Zwar sollte sie, wie alle Divisionen in der Gliederung einer Volksgrenadier-Division, eine Jagdpanzerkompanie erhalten, und auf dem Truppenübungsplatz Milowitz wurde zu diesem Zweck die Jagdpanzer-Kompanie 1199 aufgestellt, die aber bis Mitte April keinen der für sie vorgesehenen zehn Jagdpanzer 38 erhalten hatte. Am 18. April 1945 erging daraufhin Befehl, die Kompanie als fahrradbewegliche Panzerzerstörtrupps auszubilden, aber diese Truppe erreichte die Division erst nach Kriegsende im Internierungsraum. Auch die anderen Kompanien der Marine-Panzerjäger-Abteilung 2 hatten keine PaK mehr bekommen und wurden daher als Panzerzerstörtrupps (mit Fahrrädern und Panzerfäusten) eingesetzt. Da die Division über keine eigene Flak-Komponente verfügte, wurden ihr im März 1945 die Luftwaffe-Flakbatterien 4./117 und 4./162 unterstellt.
Auch andere planmäßig vorgesehene Einheiten wurden nicht oder nur unvollständig aufgestellt: das Marine-Pionier-Bataillon 2 wurde nie aufgestellt, die Aufstellung der Marine-Nachrichten-Abteilung 2 und des Marine-Feldersatz-Bataillons 2 wurde nicht abgeschlossen, und das Marine-Versorgungs-Regiment 200 war wegen Mangel an Fahrzeugen kaum einsatzbereit.

### Einsatzgeschichte
Die Division war ursprünglich dazu vorgesehen, mit der 7. Panzer-Division und der 25. Panzergrenadier-Division den geplanten Befreiungsangriff unter dem SS-Obergruppenführer und General der Waffen-SS Felix Steiner („Armeegruppe Steiner“) auf Berlin durchzuführen. Am 2. März befahl Hitler, dass die Division Vorrang bei der Ausstattung mit Waffen erhalten und an der Front im Raum Stettin eingesetzt werden solle. Den Vorschlag des Divisionskommandeurs, Vizeadmiral Ernst Scheurlen, seine unerfahrenen Soldaten erst im Regimentsrahmen im Zusammenwirken von Infanterie und Artillerie ausbilden zu lassen, lehnte Hitler ab; dazu sei keine Zeit und die Truppe solle ihre Ausbildung sofort und unmittelbar hinter der Front erhalten.

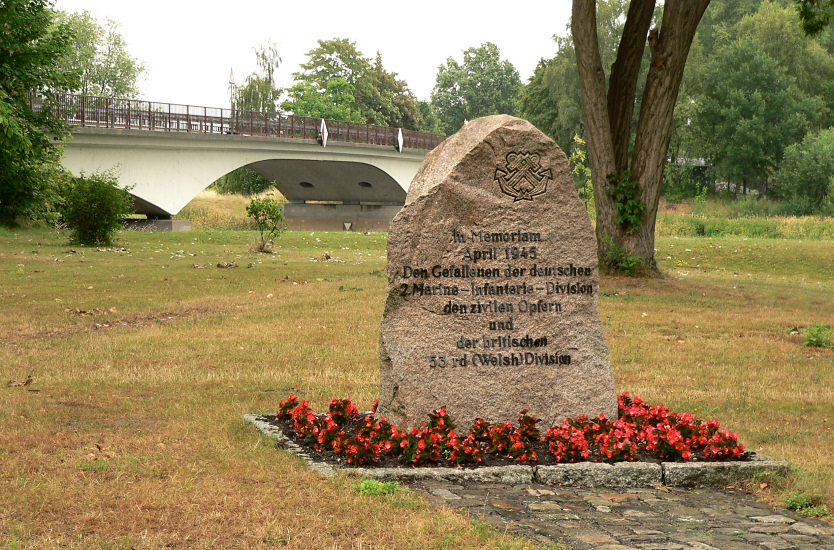
Gedenkstein in Rethem an der Allerbrücke

Am 2. April 1945 meldete sich die Division einsatzbereit und wurde dann aber nicht nach Pommern, sondern in den Raum Bremen verlegt und am 5. April für die Verteidigung der Linie Weser-Aller gegen die vorrückenden Briten (im Raum Cloppenburg, Bersenbrück, Nienburg, Verden, Schwarmstedt, Walsrode, Visselhövede) der Armeegruppe Student, ab 10. April Armeegruppe Blumentritt, unterstellt. Dort wurde sie in den folgenden Wochen mit hohen Menschenverlusten weitgehend aufgerieben. Ab dem 7. April 1945 befand sie sich im Aller-Abschnitt Verden-Walsrode im Einsatz, Teile im Raum Nienburg. Hier wurde sie gegen die britische 53rd (Welsh) Infantry Division in schwere und verlustreiche Abwehrkämpfe an der Aller zwischen Verden und Rethem sowie im Brückenkopf Essel-Schwarmstedt verwickelt. Der Divisions-Kommandeur, Vizeadmiral Scheurlen, wurde schon am 7. April bei einem Tieffliegerangriff in der Nähe von Walsrode so schwer verwundet, dass er am nächsten Tag verstarb. Bis zum Ernennung seines Nachfolgers führte der ehemalige U-Boot-Kommandant Kapitän zur See Werner Hartmann, Kommandeur des Marine-Grenadier-Regiments 5, die Division. Am 10. April 1945 wurde dem Oberst der Reserve Werner Graf von Bassewitz-Levetzow, bei gleichzeitiger Ernennung zum Kapitän zur See, die Führung der Division übertragen.
Vom 15. bis 20. April fanden Rückzugskämpfe bei Kirchboitzen, Kirchlinteln, Visselhövede, Neuenkirchen und Jeddingen statt. Alle Geschütze der beiden Flak-Batterien gingen bei den Kämpfen an Aller und Weser verloren. Die Reste der Division befanden sich am 20. April 1945 im Raum südlich Bremen. Von den ursprünglich fast 13.000 Mann waren am 21. April, nach zwei Wochen schwerer Kämpfe, nur noch 3.000 übriggeblieben. Sie setzten sich am 23. April ab in den Raum Cuxhaven, wo sie noch einmal zum Einsatz kamen, und gingen dann am 28. April über die Elbe nach Meldorf. Sie wurden dann nach Neugliederung nach Itzehoe gebracht. Zu diesem Zeitpunkt zählte die gesamte Division nur noch etwa 750 Offiziere und Mannschaften, die sich dann nach Norden über den Kaiser-Wilhelm-Kanal zurückzogen. Dort kämpften sie in den letzten Kriegstagen im Raum Albersdorf und Hemmingstedt. Bei Bunsoh erfuhren sie um Mitternacht vom 4. zum 5. Mai von der in Wendisch Evern unterzeichneten bedingungslosen Kapitulation der drei in Nordwestdeutschland operierenden deutschen Armeen. Die übrig gebliebenen Männer wurden daraufhin teilweise mit provisorischen Papieren entlassen bzw. kamen in britische Gefangenschaft und wurden im Internierungsraum Eiderstedt, Abschnitt B (im damaligen Kreis Norderdithmarschen), interniert. Einige Gefangene kamen ins Kriegsgefangenenlager Zedelgem in Belgien, aus dem sie Ende 1945 entlassen wurden.

### Kriegsverbrechen
Am 14. April setzte ein Trupp von Marinesoldaten der Division von Hodenhagen aus über die Aller und erschlug den 76-jährigen Arzt von Ahlden, Dr. Richard Ohnesorge, mit Äxten in seinem Bett. Bürgermeister Heinrich Rathge wurde am Kopf schwer verletzt. Dr. Ohnesorge war den Anhängern des NS-Regimes ein Dorn im Auge, weil er Fremdarbeiter zu gut behandelte.
Auch die gegnerische Seite ging in einem Fall brutal vor. Als die Briten in einer Scheune in Otersen am 12. April einen verletzten jungen deutschen Soldaten fanden, wollten sie zunächst den Besitzer der Scheune erschießen, da er dem Soldaten Schutz gewährt hatte. Dazu kam es dann nicht, weil sich der deutsche Soldat ergab und am Waldrand von den Briten erschossen wurde.

## Kommandeure und Stab
| Dienstzeit                    | Dienstgrad             | Name                                      |
| ----------------------------- | ---------------------- | ----------------------------------------- |
| 11. Februar bis 8. April 1945 | Vizeadmiral            | Ernst Scheurlen                           |
| 8.–10. April 1945             | Kapitän zur See        | Werner Hartmann (m.d.F.b.)                |
| 10. April bis 6. Mai 1945     | Oberst/Kapitän zur See | Werner Graf von Bassewitz-Levetzow (Heer) |

| Dienstzeit                     | Dienstgrad           | Name       |
| ------------------------------ | -------------------- | ---------- |
| 9. Februar bis 20. April 1945  | Oberstleutnant i. G. | Josef Heck |
| 20. April 1945 bis 6. Mai 1945 | Major                | Wachsmann  |

## Gliederung
| Marine-Grenadier-Regiment 5     | 2 Bataillone; aufgestellt im März 1945 bei Glückstadt; Kdr.: KzS Werner Hartmann                                     |
| Marine-Grenadier-Regiment 6     | 2 Bataillone; aufgestellt im März 1945 bei Husum                                                                     |
| Marine-Grenadier-Regiment 7     | 2 Bataillone; aufgestellt im März 1945 bei Flensburg und Itzehoe                                                     |
| Marine-Füsilier-Bataillon 2     | |
| Marine-Artillerie-Regiment 2    | 3 leichte, 1 schweres Bataillon                                                                                      |
| Marine-Panzerjäger-Abteilung 2  | wurde nie aufgestellt; für den Einsatz an der Aller wurde der Division eine Heeres-Panzerjäger-Abteilung unterstellt |
| Marine-Pionier-Bataillon 2      | wurde nie aufgestellt                                                                                                |
| Marine-Nachrichten-Abteilung 2  | Aufstellung wurde nicht abgeschlossen                                                                                |
| Marine-Feldersatz-Bataillon 2   | Aufstellung wurde nicht abgeschlossen                                                                                |
| Marine-Versorgungs-Regiment 200 | aufgrund Fahrzeug-Mangels kaum einsatzbereit                                                                         |